# خشونت خانگی در کره جنوبی

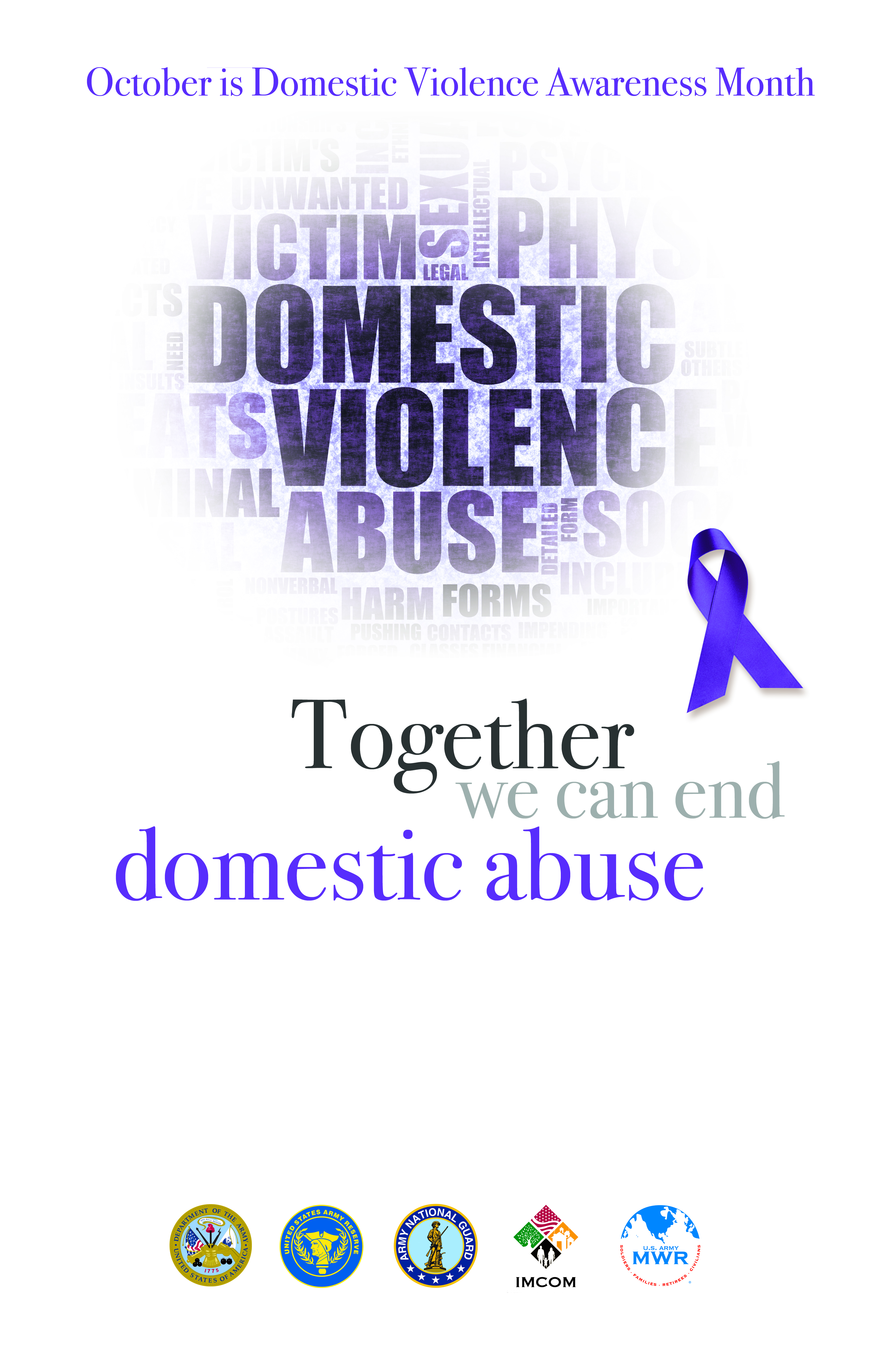
ماه آگاهی از خشونت خانگی

خشونت خانگی در کره جنوبی به آزار روانی، جسمی، کلامی یا جنسی یا جرایم خشونت آمیز علیه قربانی در محیط خانوادگی روابط زناشویی و زندگی مشترک گفته می‌شود. خشونت خانگی خشونت علیه شریک خانوادگی، علیه کودکان و بین خواهر و برادر را توصیف می‌کند. بر اساس یک نظرسنجی از خشونت خانگی در کره جنوبی در سال ۲۰۱۰، سالمند آزاری ۱۰ درصد، آزار جسمی ۲٫۲ درصد، آزار عاطفی ۹ درصد، آزار اقتصادی ۱٫۲ درصد و بی‌توجهی ۲٫۵ درصد برآورد شده‌است. خشونت همسر رایج‌ترین شکل خشونت خانگی در کره جنوبی است. از هر شش زوج در کره جنوبی، یک زوج بیش از یک بار خشونت فیزیکی از سوی همسر خود را تجربه کرده‌اند.
به عنوان بخشی از فرهنگ کره جنوبی، خشونت زناشویی به جای یک جرم یا موضوع اجتماعی، یک موضوع خصوصی خانوادگی در نظر گرفته می‌شود. بر این اساس، ۵۰ درصد از بزرگسالان کره ای گفتند که برای خشونت زناشویی با پلیس تماس نخواهند گرفت زیرا «این یک موضوع خانوادگی است.»
دولت کره مدعی است که حذف کلیشه‌های جنسیتی و خشونت را در اولویت قرار داده‌است. در سال ۲۰۱۸، کنوانسیون رفع هرگونه تبعیض علیه زنان سازمان ملل متحد از افزایش تلاش‌های دولت برای بهبود برابری جنسیتی در کره جنوبی با حمایت از حقوق زنان در اشتغال، بهداشت، و آموزش و کاهش خشونت علیه زنان خبر داد. در سال ۲۰۰۹ دولت کره ۲۷٫۱ میلیارد ون از بودجه ملی را برای مجازات و جلوگیری از خشونت خانگی و جنسی هزینه کرد.

## تعریف اصطلاحات
طبق تعریف دولت جمهوری کره، جرایم خشونت خانگی به اعمال ضرب و جرح، ترک، سوء استفاده، دستگیری، زندان، ارعاب و غیره بین اعضای خانواده که موجب آسیب جسمی، روحی یا مالی می‌شود، تعریف می‌شود. پرونده‌های خشونت خانگی به عنوان پرونده‌های ویژه در مرحله تحقیقات و رویه دادگاه رسیدگی می‌شود.

## علل و عوارض

### پدرسالاری
یکی از عوامل اصلی خشونت خانگی در جمهوری کره وجود پدرسالاری در بسیاری از محیط‌های خانگی و هژمونی مردسالاری است. سیستم پدرسالاری (هاجوجه)، که قوانین جانشینی را به طرف پدری خانواده اعطا می‌کند، در کره جنوبی حاکم بود تا اینکه در سال ۲۰۰۵ دولت آن را لغو کرد. در سال ۲۰۰۸ قوانینی برای ثبت خویشاوندی خانوادگی وضع شد و جانشینی پدری به پایان رسید. از آن زمان به بعد، وزیر برابری جنسیتی و خانواده، آموزش خانواده را بر اساس برنامه بهداشت پایه که برابری و شادی را ترویج می‌کند، هدایت می‌کند.
خشونت علیه زنان در دوران دیکتاتوری نظامی پارک چونگ هی، که هژمونی پدرسالارانه را تحمیل کرد، رایج بود و زنان از سوء استفاده جنسی، فحشا و آزار فیزیکی در محل کار رنج می‌بردند. قربانیان این جنایات قادر به شکایت یا درخواست کمک نبودند زیرا به آنها حقوقی برابر با مردان داده نمی‌شد. خشونت دولتی پس از پرونده شکنجه جنسی پلیس پوچون در سال ۱۹۸۶ آشکارتر شد. در این مورد، یک فعال دانشجویی کارگری از دانشگاه ملی سئول به دلیل استفاده از شناسنامه‌های جعلی مقیم برای کار در دانشگاه ملی سئول توسط مقامات بدون حکم بازداشت شد. وی در بازجویی ۱۰ روزه خود مورد آزار جنسی و شکنجه افسران پلیس قرار گرفت. این پرونده نگرانی‌ها و آگاهی از خشونت مبتنی بر جنسیت دولتی را در میان جامعه کره برانگیخت و باعث اعتراض مرتبطی شد که توسط انجمن زنان متحد کره و سازمان‌های غیردولتی محلی سازماندهی شد.
در یک نظرسنجی در سال ۲۰۰۲ در مورد نقش‌های خانواده و تغییر جنسیت توسط نظرسنجی اجتماعی بین‌المللی، در مقیاس ۱ تا ۵، کره جنوبی به دلیل حمایت پاسخ دهندگان از عبارت "درآمد شغل مردانه است" امتیاز بالای ۳٫۲ را به دست آورد. و وظیفه زن مراقبت از خانه و خانواده است." بر اساس شاخص توانمندسازی جنسیتی برنامه عمران ملل متحد، کره جنوبی از نظر مشارکت زنان در تصمیم‌گیری‌های مهم سیاسی و اقتصادی در رتبه ۶۸ از ۱۰۰ کشور قرار دارد. با تاکید بر تسلط مردان در همه مناطق کشور ، سنت مردسالاری اغلب ریشه عمیقی در فرهنگ کره جنوبی دارد، با ضرب المثل‌های قدیمی کره ای مانند "ماهی خشک می‌شود و زن پس از کتک خوردن بهتر است"، یا یک عبارت رایج "زنان جزئی از وسایل خانه یا آشپزخانه" هستند.
در نظرسنجی خشونت خانگی در کره جنوبی در سال ۲۰۱۰، مردان کره‌ای گزارش دادند که از خشونت در محیط‌های خانگی استفاده می‌کنند زیرا احساس استرس می‌کردند، زیرا خشونت را یک تاکتیک مناسب برای حل تعارض می‌دانستند، الکل می‌نوشیدند یا در کودکی شاهد خشونت بین والدین بودند.

### سطح درآمد
بر اساس تجزیه و تحلیل فراوانی حاصل از نظرسنجی ملی کره، مردان با ویژگی‌های جمعیت شناختی پایین عموماً خشن تر بودند. سطوح مختلف درآمد خانوار با سطوح مختلف خشونت شریک زندگی مرتبط بود. قربانیان خشونت خانگی بیشتر در مشاغل خدماتی به کار گرفته می‌شدند و مرتکبین بیشتر تحت تأثیر الکل بودند.

## آمار
دولت کره به کمیته حقوق اقتصادی، اجتماعی و فرهنگی سازمان ملل گزارش داد که در مجموع ۱۸۴۱ نفر را به دلیل خشونت خانگی و در مجموع ۴۸۳۳ نفر را به دلیل اقدامات حفاظتی تحت پیگرد قانونی قرار داده‌است. در سال ۲۰۰۷، گزارش این کمیته در مورد کره بر تعداد کم موارد گزارش شده و تحت پیگرد قانونی خشونت علیه زنان تأکید کرد و در عین حال از دولت خواست تا تحقیقات بیشتری در مورد این روند انجام دهد. دولت کره توضیح داد که به دلیل موارد متعدد اظهارات نادرست یا اغراق‌آمیز قربانیان و عاملان، و رابطه نزدیک بین قربانیان و مجرمان، جمع‌آوری شواهد و حقایق دشوار است. از یک نظرسنجی ملی در سال ۱۹۹۹ در مورد خشونت شریک زندگی، حدود ۳۴٫۱٪ از زوج‌های متأهل در کره جنوبی درگیر خشونت بودند. در حالی که در سال ۲۰۱۰، نظرسنجی ملی کاهش ۱۶٫۵ درصدی را در زوج‌های متأهل یا مشترک نشان داد. در سال ۲۰۱۰، میزان آزار جسمی علیه کودکان ۲۹٫۹ درصد، آزار عاطفی ۵۲٫۱ درصد و بی‌توجهی ۱۷ درصد بوده‌است.
از یک مطالعه در سال ۲۰۱۵ توسط مؤسسه جرم‌شناسی کره در مورد خشونت شریک جنسی، به استثنای خشونت خانگی، در کره جنوبی، ۲٫۵ درصد از جرایم جنسی از سال ۲۰۰۵ تا ۲۰۱۴ بین عاشقان رخ داده‌است. از سال ۲۰۰۵ تا ۲۰۱۴، تعداد جرایم علیه عاشقان از ۲۱۸ مورد در سال ۲۰۱۵ به ۶۸۶ مورد در سال ۲۰۱۴ افزایش یافته‌است. دلایل اصلی تجاوز جنسی تحت تأثیر الکل (۲۵٫۱٪) یا حادثه برای اولین بار (۲۸٫۲٪) بوده‌است. در قتل، ۱۰ درصد موارد بین عاشقان اتفاق افتاده‌است که در ۸۰ درصد موارد، مرتکبین دارای سابقه کیفری قبلی بوده‌اند.

## تلاش‌های دولتی
دولت کره دومین برنامه اساسی برای سیاست برابری جنسیتی ۲۰۱۸–۲۰۲۲ را تصویب کرده‌است که اهداف خاصی را برای هر وزارتخانه تعیین می‌کند. بودجه دولت برای مسائل جنسیتی به ۷٫۴ درصد افزایش یافته‌است، در مقایسه با ۳٫۷ درصد در سال ۲۰۱۰. در سال ۱۹۸۳، دولت کره به کنوانسیون سازمان ملل متحد در مورد حذف همه اشکال تبعیض علیه زنان پیوست. به دلیل افزایش فشار از سوی سازمان‌های بین‌المللی، دولت در سال ۱۹۸۳ مؤسسه توسعه زنان کره و در سال ۱۹۸۴ وزارت امور سیاسی را تأسیس کرد که برای رسیدگی به مسائل زنان طراحی شده بود. اما دولت کره بودجه و منابع انسانی کافی را به این موسسات اختصاص نداد و این امر آنها را به نهادهای رسمی بدون قدرت تبدیل کرد. دولت کره در سال ۲۰۰۱ وزارت برابری جنسیتی را برای تمرکز بر پیشگیری از خشونت خانگی و حمایت از قربانیان تأسیس کرد. در اوت ۲۰۰۸، وزیر برابری جنسیتی کمپین «نه بگوییم به خشونت علیه زنان» را با صندوق توسعه سازمان ملل متحد برای زنان امضا کرد.
دولت کره در ۱۶ شهر و شهرستان در سراسر کشور مراکز خط تلفن اضطراری به نام خط تلفن بحران زنان ۱۳۶۶ ایجاد کرد. این مراکز به صورت ۲۴ ساعته فعال هستند و به زنان قربانی خشونت خانگی، خشونت جنسی و فحشا اجباری مشاوره، حفاظت و خدمات اضطراری ارائه می‌دهند. این مرکز مشاوره تلفنی و آنلاین را به هشت زبان مختلف ارائه می‌دهد. این مرکز گزارش می‌دهد که سالانه به ۱۶۰۰۰۰ قربانی کمک می‌کند.

### قانون گذاری
در سال ۱۹۹۸، دولت کره دو قانون خشونت خانگی را اجرا کرد. قانون ویژه مجازات خشونت خانگی، مجازات جرایم خشونت خانگی را تعیین کرده‌است (همان ماده ۱). قانون دوم با عنوان «قانون پیشگیری از خشونت خانگی و حمایت از قربانیان آن و غیره» به عنوان قانون پیشگیرانه در برابر جرایم خشونت خانگی و حمایت از قربانیان عمل می‌کند. حفاظت شامل حضانت، درمان و مشاوره، مشروط و دسترسی محدود به اعضای خانواده است. این قانون به مقامات اجازه می‌دهد تا به مجرمان دستور دهند که تا شش ماه از قربانیان دور بمانند، در حالی که اعضای خانواده به غیر از قربانیان مجاز به درخواست دستور منع هستند. این قانون منابعی را برای ایجاد تسهیلات حمایتی برای قربانیان خشونت خانگی فراهم می‌کند. این قانون در اکتبر ۲۰۰۷ بازنگری شد و برای آموزش اجباری خشونت خانگی در همه مدارس هدایت شد (همان، ماده ۳–۴؛ کره ۹ آوریل ۲۰۰۸، بند ۷۴). در سال ۲۰۰۵، انجمن بیمارستان‌های دولتی منطقه‌ای کره، حمایت‌های پزشکی را برای قربانیان خشونت خانگی مانند مراکز حمایتی «یک مرحله‌ای» معرفی کرد.
تجاوز جنسی به همسر در کره جنوبی جرم نیست. در ژوئن ۲۰۰۷، این کشور در کنوانسیون رفع هرگونه تبعیض علیه زنان اعلام کرد که به دلیل سوابق اخیر دادگاه که در آن همسران تحت تعقیب قرار گرفتند، قصد دارد در آینده با تجاوز زناشویی متفاوت رفتار کند. در ژانویه ۲۰۰۹، دادگاهی در کره جنوبی برای اولین بار تجاوز جنسی را به عنوان جرم طبقه‌بندی کرد. به نوشته کره تایمز، این شوهر بارها به همسرش تجاوز کرده و از سلاح‌های مختلف برای تهدید او استفاده کرده‌است. این شوهر توسط دادگاه ناحیه بوسان به ۳۰ ماه زندان محکوم شده‌است.

## فعالیت
در دهه ۱۹۷۰، بسیاری از جنبش‌های اجتماعی رژیم کنونی را به چالش کشیدند و خود را حامی دموکراسی و حقوق بشر معرفی کردند. با پیوستن زنان تحصیل‌کرده و شاغل به جنبش‌ها، آنها شروع به پرداختن به مسائل اجتماعی، مانند نیاز به تجدید نظر در قوانین خانواده، مشاوره تنظیم خانواده، و کمک به کارگران جنسی کردند.
در سال ۱۹۷۴، یک نشست مشورتی از رهبران زن در کره جنوبی، در مورد انسان سازی زنان در حالی که مشکلات زنان کره ای و کلیشه‌هایی که در زندگی با آنها مواجه هستند، مورد بحث قرار گرفت. اعضا پیش نویس اعلامیه انسانی کردن زنان را تهیه کردند که پدرسالاری و نابرابری جنسیتی در کره جنوبی را به عنوان موانعی بر سر راه آزادی و پیشرفت انسان در این کشور معرفی کرد. در نتیجه، آکادمی مسیحی «برنامه‌های آموزش اجتماعی» را برای زنان جوان کره ای ایجاد شد تا از فعالیت‌های زنان و جنبش‌های آزادیبخش حمایت کند. بسیاری از زنانی که در این برنامه‌ها شرکت کردند، دانشجویان جوانی بودند که قبلاً به اعلامیه فمینیستی، فمینیسم غربی و چپ نو علاقه‌مند بودند. بسیاری از آنها بعداً در سال ۱۹۸۳ به جنبش زنان کره جنوبی پیوستند.
انجمن زنان متحد کره جنوبی در ژانویه ۲۰۰۸ اعلام کرد که دولت کره به‌طور کامل از قربانیان خشونت خانگی محافظت نمی‌کند. این انجمن دلایل عدم حمایت دولت را شناسایی کرد:
1. خشونت در خانه از نظر فرهنگی یک موضوع حریم خصوصی است.
2. اقدامات قانونی و نهادی برای قربانیان ضعیف است.
3. آگاهی پلیس پایین است.
4. آزارگر اغلب اجازه دارد در خانه بماند در حالی که قربانی طبق نظام حقوقی موجود تبعید شده‌است.

۵. خدمات عمومی به جای مجازات مرتکبین، بر مشاوره قربانیان متمرکز است، که نتیجه آن تنها ۱۴٫۹ درصد از تعقیب قضایی در میان افرادی است که به دلیل خشونت خانگی در سال ۲۰۰۳ دستگیر شده‌اند.

### خط تلفن زنان کره (KWHL)
خط تلفن زنان کره که در سال ۱۹۸۳ تأسیس شد، اولین جنبش حقوق بشر زنان در کره جنوبی است و سازمانی متعهد به ترویج برابری جنسیتی و حذف خشونت است. این جنبش خشونت خانگی را خشونت علیه زنان تعریف می‌کند و بر تجاری‌سازی رابطه جنسی و رفتار غیرشخصی جنسیت در جامعه کره تأکید می‌کند. اعمالی مانند پایان بارداری، تجارت غیرقانونی نیروی کار، اجبار زنان به ترک کار پس از ازدواج، توریسم جنسی و مسابقات زیبایی با اعمال برخی موارد خشونت جنسی محسوب می‌شوند. این جنبش خشونت خانگی را به عنوان یک موضوع بین‌المللی می‌بیند تا یک نگرانی داخلی و آن را به دولت کره و سایر نقاط جهان خطاب بازتاب می‌دهد. در سال ۱۹۹۳، جنبش با دولت تفاهم کرد تا خشونت جنسی، خشونت خانگی و قاچاق جنسی را جرم انگاری کند، که منجر به قانون پیشگیری در سال ۱۹۹۷ شد. در سال ۱۹۹۴، جنبش اولین رویداد هفتگی کره ای را با هدف ریشه کنی این جنایت ترتیب داد. این جنبش دارای ۲۵ شعبه در سراسر کره جنوبی است که به قربانیان خشونت خانگی کمک‌های پزشکی و حقوقی، مشاوره تلفنی و پناهگاه‌های نجات را برای بازیابی استقلال ارائه می‌دهند. در خدمات اولیه خط تلفن در سال ۱۹۸۳، جنبش ۱۹۳۰ جلسه مشاوره برگزار کرد که در ۴۵ درصد موارد خشونت فیزیکی علیه زنان خانه‌دار بود. جنبش با بیان «صلح در خانواده، صلح در جامعه» شعاری برای افزایش آگاهی در مورد مسائل اجتماعی خشونت خانگی در جامعه ایجاد کرده‌است.